# Chantecler
Chantecler è un'azienda italiana di gioielleria, fondata nel 1947 a Capri.

## Storia
La ditta deve il nome a Pietro Capuano, soprannominato dagli amici e da Edda Ciano di cui fu amante, per il suo carattere eccentrico, «Chantecler» dall’omonima commedia di Edmond Rostand. Capuano, figlio della buona borghesia napoletana, fin dagli anni Venti del Novecento girò l'Europa approfondendo i suoi studi nel campo della gioielleria e affermandosi come gemmologo. Nel 1929 sbarcò sull’isola di Capri, al seguito di un principe indiano che voleva acquistare una partita di diamanti, e ne rimase così affascinato da farne la propria base, acquistando una villa a Tragara.
Nel 1947, insieme al giovane Salvatore Aprea, aprì la prima gioielleria di Capri, convinto che si potesse esportare nel mondo lo stile caprese. Fin da principio, oltre al gallo, l'azienda ebbe come proprio simbolo la campana di San Michele (ispirata alla leggenda del pastorello) che Capuano nel 1944, dopo la liberazione di Napoli, aveva fatto realizzare in bronzo e regalato al presidente Franklin Delano Roosevelt, in augurio di una imminente pace, e che è conservata al Memorial Franklin Delano Roosevelt a lui dedicato a New York. Campana che in dimensioni ridotte di monile, dapprima fu un portafortuna per molti soldati americani di stanza in Italia tra il 1943 e il 1945, e in seguito, prodotta in oro e pietre preziose, smaltata o in argento.
Tra gli anni Cinquanta e i Sessanta, il periodo della «Dolce vita», Chantecler diviene un brand amato da illustri personalità illustri che soggiornavano sull'isola, tra cui Ingrid Bergman e Jacqueline Kennedy.
Alla morte di Pietro Capuano nel 1982, Salvatore Aprea acquista il marchio dagli eredi e rileva il negozio di Capri proseguendo l'attività al dettaglio.
Nel 2010 Chantecler ha trasferito il quartier generale a Milano in via Gesù, nel cuore del quadrilatero della moda.